# Bodh Gaya
Bodh Gaya o Bodhgaya es una ciudad india del distrito de Gaya, del estado de Bihar, en el noreste de la nación. Se sitúa a una altitud de 111 metros sobre el nivel del mar. Es un lugar santo del budismo porque según su credo allí alcanzó la iluminación el príncipe Siddharta, quien habría de convertirse en buda.

## Tradición
La tradición budista afirma que, alrededor del siglo v a. C., el príncipe Siddharta Gautama llegó a la localidad de Bodh Gaya como un monje asceta. Se sentó bajo el árbol bodhi (ficus religiosa) donde, después de tres días y tres noches de meditación continua y pugna interior contra las tentaciones de los maras, Shakyamuni Buda alcanzó la iluminación o nirvana. Desde entonces, la localidad se convirtió en un lugar de peregrinación para los budistas de todo el mundo y fue el centro del budismo mundial hasta el declive de esta religión en la India. 

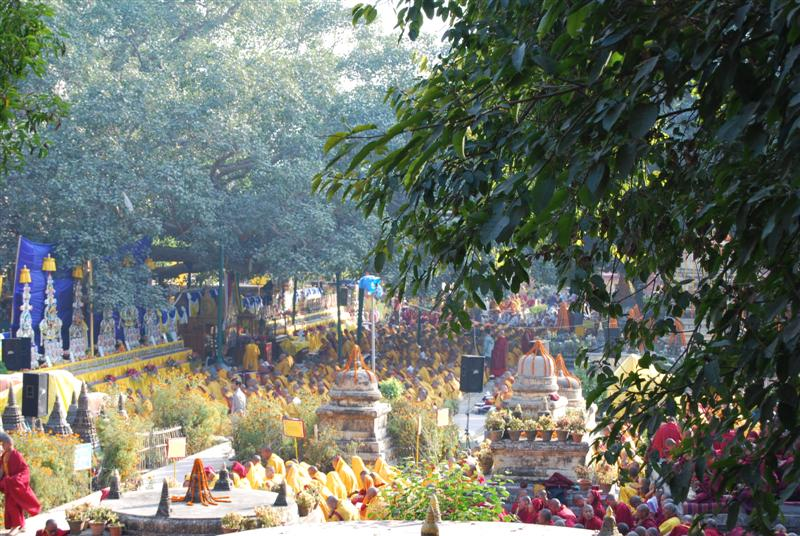
Celebración de ritos religiosos en Bodh Gaya.

Uno de los templos más grandes del budismo fue el templo de Mahabodhi, fundado supuestamente por el emperador indio y devoto budista, Asoka, unos 250 años después de la iluminación de Buda. No obstante, el templo fue destruido tras la conquista islámica de la India y reconstruido en el siglo xix por sir Alexander Cunningham, arqueólogo de la Sociedad Arqueológica Británica.
Se han construido otros múltiples templos budistas en la ciudad, siendo el segundo más antiguo después del Mahabodhi, el templo cingalés construido por monjes provenientes de Sri Lanka. Otros budistas provenientes de Bután, China, Japón, Birmania, Nepal, Sikkim, Tailandia y Tíbet (dos) crearon templos, los cuales son representativos de las culturas y tradiciones budistas de sus países respectivos y alusivos a su arquitectura tradicional. De este modo, el templo chino es una pagoda y el templo japonés tiene una estructura típicamente nipona. Los tibetanos tienen dos templos diferentes.

## Demografía
Según una estimación, para 2011 computaba una población de 41 087 habitantes.